# David Burljuk
David Davidovitj Burljuk (ukrainska: Давид Давидович Бурлюк, transkriberat Davyd Davydovytj Burljuk; ryska: Давид Давидович Бурлюк) född 21 juli 1882 i Semyrotivka, Ryska imperiet (i nuvarande Sumy oblast i Ukraina), död 15 januari 1967 i Hampton Bays, New York, var en ukrainsk-amerikansk konstnär och poet. Han var en av grundarna av den ryska futurismen.
Han formulerade tillsammans med bland andra Vladimir Majakovskij  och Velimir Chlebnikov det futuristiska manifestet En örfil mot den offentliga smaken 1912. Burljuk var även den förste att uppmärksamma Majakovskijs poetiska förmågor.

## Bilder

### Foton

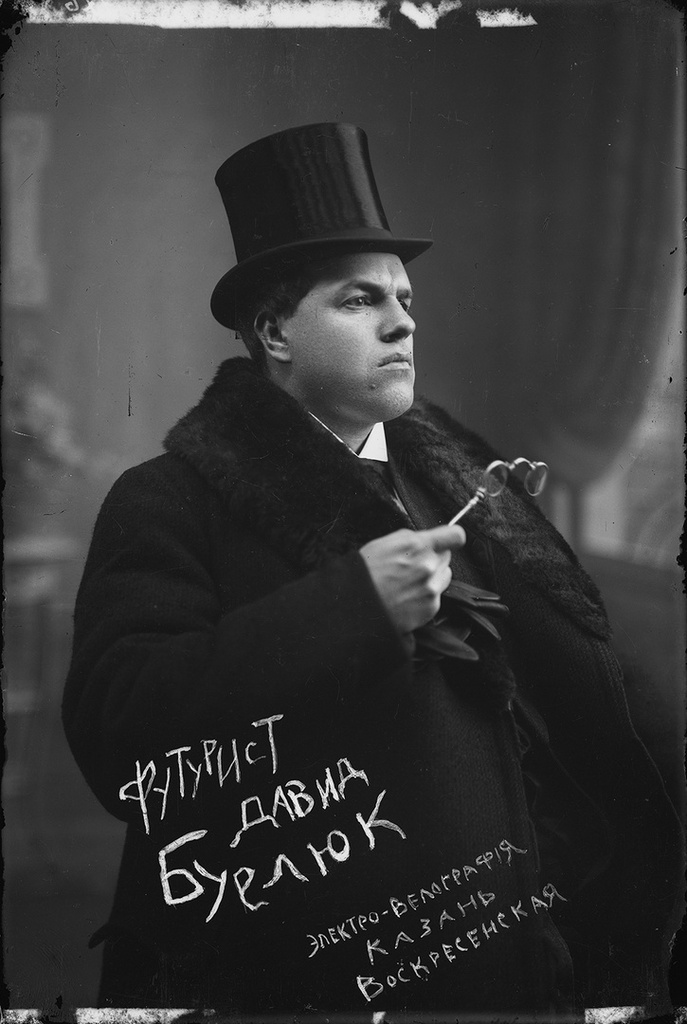
Burliuk in the 1910s
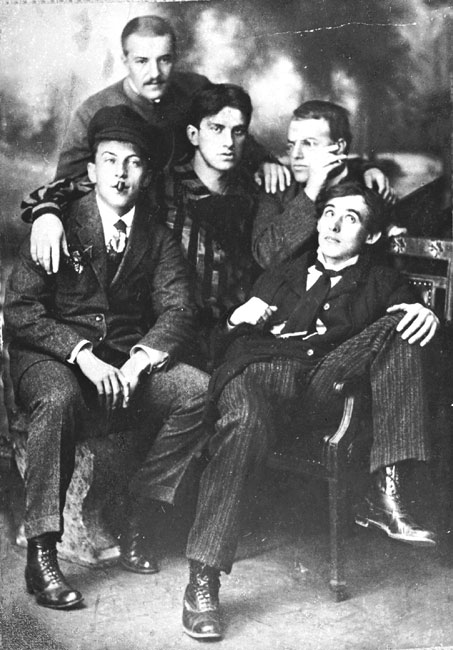
Burliuk (2nd from right)

### Målningar

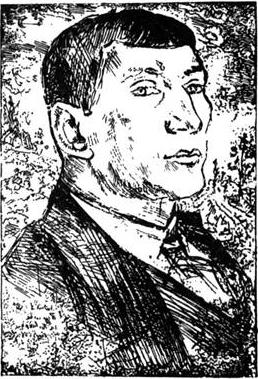
David Burliuk, Benedict Livshits (1911)
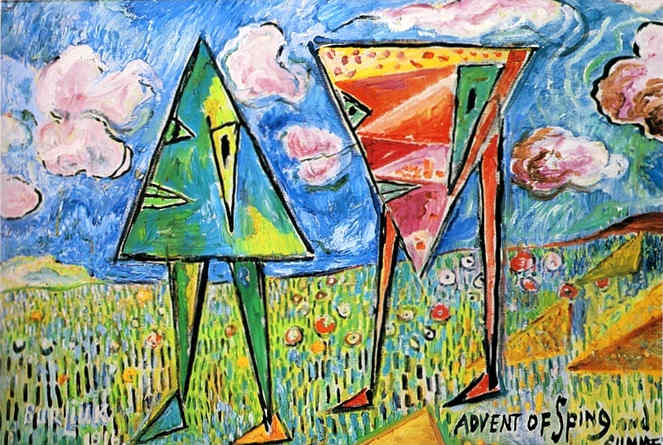
David Burliuk, Spring (1914)
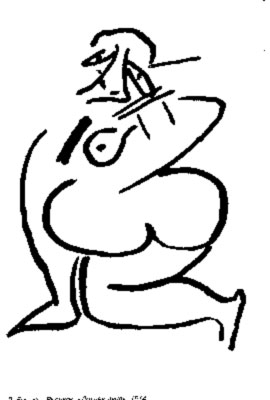
David Burliuk, Dokhlaya Luna (1914)
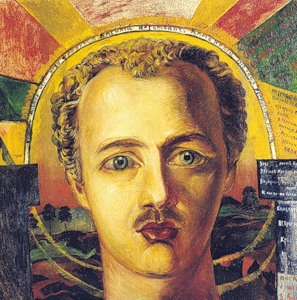
David Burliuk, Portrait of Vasily Kamensky (1917)